# وریک (اکلاهما)
وریک(به انگلیسی: Warwick) شهری در ایالت اکلاهما کشور ایالات متحده آمریکا است که جمعیت آن در سرشماری سال ۲۰۱۰ میلادی، ۱۴۸ نفر بوده‌است.